# 桜木陽子
桜木 陽子（さくらぎ ようこ、1977年1月28日 - ）は、日本の元AV女優。

## 略歴
石川県出身。1995年、『変身』でAVデビュー。

## 作品

### アダルトビデオ
- 変身（1995年11月30日、KUKI）
- 昇天娘（1995年12月26日、KUKI）
- マゾ（1996年1月27日、KUKI）
- ボンデージ令嬢（1996年5月17日、シネマジック）
- みだらな官能母娘たち（2006年8月29日、フラットコーポレーション）共演:水島レイ